# Akademickie mistrzostwa świata w futbolu amerykańskim
Akademickie Mistrzostwa świata w futbolu amerykańskim – cyklicznie rozgrywane turnieje najlepszych męskich reprezentacji akademickich w futbolu amerykańskim na świecie, organizowane od 2014 roku przez FISU. 

## Szwecja 2014
Wszystkie spotkania rozegrane na Österängens IP w Uppsali.

### Wyniki
| Zespół    | W | R | P | Pkt+ | Pkt- |
| --------- | - | - | - | ---- | ---- |
| Meksyk    | 4 | 0 | 0 | 174  | 6    |
| Japonia   | 3 | 0 | 1 | 202  | 14   |
| Szwecja   | 2 | 0 | 2 | 69   | 125  |
| Finlandia | 1 | 0 | 3 | 53   | 165  |
| Chiny     | 0 | 0 | 4 | 0    | 197  |

## Meksyk 2016
Wszystkie spotkania rozegrane na Estadio Tecnológico w Monterrey.

### Wyniki
| Zespół    | W | R | P | Pkt+ | Pkt- |
| --------- | - | - | - | ---- | ---- |
| Meksyk    | 4 | 0 | 0 | 208  | 10   |
| USA       | 3 | 0 | 1 | 145  | 49   |
| Japonia   | 2 | 0 | 2 | 161  | 58   |
| Chiny     | 1 | 0 | 3 | 3    | 201  |
| Gwatemala | 0 | 0 | 4 | 0    | 199  |

## Chiny 2018
Wszystkie spotkania rozegrane na Harbin University of Commerce Stadium w Harbinie.

### Wyniki
| Zespół           | W | R | P | Pkt+ | Pkt- |
| ---------------- | - | - | - | ---- | ---- |
| Meksyk           | 4 | 0 | 0 | 197  | 20   |
| USA              | 3 | 0 | 1 | 197  | 22   |
| Japonia          | 2 | 0 | 2 | 108  | 81   |
| Korea Południowa | 1 | 0 | 3 | 42   | 170  |
| Chiny            | 0 | 0 | 4 | 0    | 251  |